# Beauvoir-sur-Mer
 Beauvoir-sur-Mer  es una población y comuna francesa, en la región de Países del Loira, departamento de Vendée, en el distrito de Les Sables-d'Olonne y canton de Beauvoir-sur-Mer.

## Demografía
| 2478 | 2798 | 3041 | 3165 | 3277 | 3399 |
| Para los censos de 1962 a 1999 la población legal corresponde a la población sin duplicidades (Fuente: INSEE [Consultar]) |      |      |      |      |      |